# 药蕨
药蕨（学名：Asplenium ceterach）为铁角蕨科铁角蕨属下的一个种。

## 扩展阅读
維基物種上的相關：药蕨
1. ↑  . Germplasm Resources Information Network (GRIN). USDA.   [2010-12-14].